# Центральный институт графики
Центра́льный инсти́тут гра́фики (итал. Istituto centrale per la grafica) — научное заведение в Риме, Италия. До 2014 года назывался Национальный институт графики (итал. Istituto Nazionale per la Grafica). Институт находится в Риме и управляется Министерством культурного наследия, культурной деятельности и туризма Италии.

## История
Институт основан в 1975 году под именем Национальный институт графики. Цель института – сохранение, защита и
продвижение произведений графического дизайна: гравюр, рисунков, фотографий.
Ведёт начало от Национальной Калькографии (итал. Calcografia Nazionale), основанной в 1738 году при участии папы Климента XII и кардинала Нери Корсини. С момента основания в Национальной Калькографии собрана большая коллекция медеритов.
В собрание института входит обширная коллекция марок, гравюр и рисунков принца Корсини из Национального кабинета марок (итал. Gabinetto Nazionale delle Stampe), основанного в 1895 году в Палаццо Корсини.

## Местоположение
Институт располагается в монументальном комплексе в Риме, недалеко от фонтана Треви. В комплекс входят Палаццо Поли, Палаццо Калькографии (итал. Palazzo della Calcografia), построенный в 1835–1837 годы Джузеппе Валадье, и зал Данте (итал. La sala Dante). Исторический комплекс Палаццо Поли приобретен в 1978 году итальянском правительством для объединения Национальной Калькографии и Национального кабинета марок. Зал Данте построен в 1920-е годы Стефано Конти, герцогом Поли, для хранения семейной коллекции книг.